# Himlhergotdoneveterkrucajselement
Himlhergotdoneveterkrucajselement (v anglickém originále Simpsoncalifragilisticexpiala(Annoyed Grunt)cious) je 13. díl 8. řady (celkem 166.) amerického animovaného seriálu Simpsonovi. Scénář napsali Al Jean a Mike Reiss a díl režíroval Chuck Sheetz. V USA měl premiéru dne 7. února 1997 na stanici Fox Broadcasting Company a v Česku byl poprvé vysílán 16. února 1999 na stanici ČT1.

## Děj
Poté, co Marge zjistila, že jí ve velké míře vypadávají vlasy, navštíví doktora Dlahu, který ji informuje, že pravděpodobnou příčinou je stres. Simpsonovi se rozhodnou najmout chůvu, která bude vykonávat domácí práce a bude se starat o děti, ale mají problém najít tu správnou. Bart a Líza zpívají píseň o ideální chůvě. Žena padá z oblohy za pomocí magického deštníku a představí se jako Shary Bobbinsová; vypadá jako ideální chůva, a Simpsonovi si ji tak najmou.
Shary je u Simpsonových oblíbená a nápomocná. Margin stres ustupuje a stav jejích vlasů se zlepšuje. Když se napravená rodina připraví na večeři, Shary prohlašuje, že zde její práce končí. Po odchodu z domu vidí Homera, jak škrtí Barta, Maggie, jak hasí oheň, a Marge, které znovu vypadávají vlasy. Když se rodina vrací k předchozímu dysfunkčnímu stavu, je Shary nucena zůstat.
Rodina se k ní brzy začne chovat hrubě a ztratí zájem o její pomoc. Chůva prohlašuje, že Simpsonovi ji úplně zničí, dostane depresi a začne plakat, zpívat a pít. Poté, co si Marge uvědomí, jaký účinek mají Simpsonovi na jejich chůvu, přiznává Shary, že je nic nemůže změnit. Simpsonovi zpěvem prohlašují, že jsou šťastní. Shary informaci přijímá a odlétá pomocí magického deštníku. Přestože Homer naznačuje, že ji ještě uvidí, je zabita letadlem.

## Produkce
Ačkoli většinu epizod osmé řady produkovali Bill Oakley a Josh Weinstein, bývalí výkonní producenti Al Jean a Mike Reiss podepsali smlouvu se společností Disney, která jim umožňovala produkovat čtyři epizody Simpsonových. Nápad na tento díl vznikl několik let před jeho vysíláním, kdy Jean a Reiss byli stálými showrunnery. Nápad přednesl Jean na výjezdním zasedání scenáristů, ale nikdo ho nechtěl dotáhnout do konce. Poté, co jim bylo umožněno vrátit se k tvorbě některých epizod, se Jean a Reiss rozhodli tento díl napsat. Reiss byl zpočátku proti a považoval díl za špatný nápad. Měl pocit, že zápletka je poněkud směšná a že by se v seriálu neměla objevovat žádná kouzla; až na pár momentů kouzla v epizodě z velké části vynechal. Nyní ji považuje za jednu z nejlepších epizod, na jejichž scénáři se podílel. V té době měla epizoda více hudby než jakýkoli jiný díl. Jean si při psaní myslel, že písně epizodu natáhnou a způsobí jí patřičnou délku, ale ta byla podstatně kratší, než bylo potřeba. Aby se epizoda vycpala, bylo přidáno několik dalších scén, jako například díl Itchyho a Scratchyho. Původně se objevila pasáž, ve které Bart, Líza a Shary navštíví Patty a Selmu, jež zpívají „We Love to Smoke“, parodii na „I Love to Laugh“. Píseň byla vystřižena, protože nevyvolávala smích, ale její plná verze byla zařazena na album Go Simpsonic with The Simpsons a krátká animovaná verze byla zařazena jako vymazaná scéna na DVD 8. řady. Během závěrečné písně je vidět Homera, jak tančí, ale nezpívá; to proto, že producenti zapomněli nahrát Dana Castellanetu. Mnoho scén animoval Eric Stefani, bývalý člen skupiny No Doubt, který se specializoval na animaci hudebních čísel. Na animacích se podíleli i další tvůrci.

### Obsazení
Julie Andrewsová (která ztvárnila titulní roli ve filmu Mary Poppins) se měla původně objevit v epizodě jako Shary, ale nakonec producenti zvolili stálou tvář seriálu Maggie Roswellovou poté, co slyšeli, jak Roswellová roli předčítá. Quentin Tarantino byl také požádán, aby hostoval jako on sám v krátkém filmu Itchy a Scratchy, ale nechtěl pronést požadované repliky, protože je považoval za urážlivé. Místo toho namluvil hlas stálý dabér Dan Castellaneta.

## Kulturní odkazy
Celková zápletka je odkazem na film Mary Poppins od Disneyho z roku 1964 a knižní sérii, podle které byl adaptován; Shary Bobbinsová je založena na postavě Mary Poppinsové a anglický název epizody je parodií na slovo „Supercalifragilisticexpialidocious“ z filmu. Několik hudebních čísel je přímou parodií na písně z filmu, včetně „The Perfect Nanny“, „The Life I Lead“, „A Spoonful of Sugar“ a „Feed the Birds“; ve vymazané scéně Patty a Selma zpívají svou verzi písně „I Love to Laugh“.
V montážní scéně, kdy Marge přichází o vlasy, zazní píseň „Hair“ ze stejnojmenného muzikálu (ačkoli slyšená verze je verze The Cowsills). Homer říká, že viděl Paní Doubtfireovou, a domnívá se, že někteří z kandidátů na roli chůvy jsou převlečení muži. Homerova představa je parodií na tančící postavy ve filmu Parník Willie a zazní v ní píseň „Turkey in the Straw“. V parku je vidět školník Willie, zpívaje coververzi písně „Maniac“ od Michaela Sembella. Scéna, v níž se ředitel Skinner pokouší prodat Jimba, je odkazem na podobnou scénu v příběhu Oliver Twist, konkrétně křičí „Boy for Sale“, což je odkaz na píseň z filmové adaptace muzikálu Oliver!
Krátký film Itchy & Scratchy Reservoir Cats je parodií na scénu z filmu Quentina Tarantina Gauneři z roku 1992, kde pan Blonďák uřízne ucho policistovi. Pasáž obsahuje stejné prostředí, úhly kamery a hudbu – „Stuck in the Middle With You“ od Stealers Wheel. Na konci Itchy a Scratchy tančí podobným způsobem jako v Tarantinově filmu Pulp Fiction: Historky z podsvětí z roku 1994. Tarantino měl původně namluvit sám sebe, ale jeho věta mu připadala urážlivá, a tak ho místo něj namluvil Dan Castellaneta. 
Shary a Barney Gumble zpívají opilecké provedení písně „Margaritaville“ od Jimmyho Buffetta.

## Přijetí
V původním vysílání se díl umístil na 76. místě ve sledovanosti v týdnu od 3. do 9. února 1997 s ratingem Nielsenu 5,6, což odpovídá přibližně 5,4 milionu diváckých domácností.
Alf Clausen získal za tuto epizodu nominaci na cenu Emmy v kategorii vynikající hudební režie.
V roce 2014 vybrali autoři seriálu Reservoir Cats z tohoto dílu jako jednu z devíti nejoblíbenějších epizod Itchyho a Scratchyho všech dob.